# Passionsfenster (Saint-Alban)

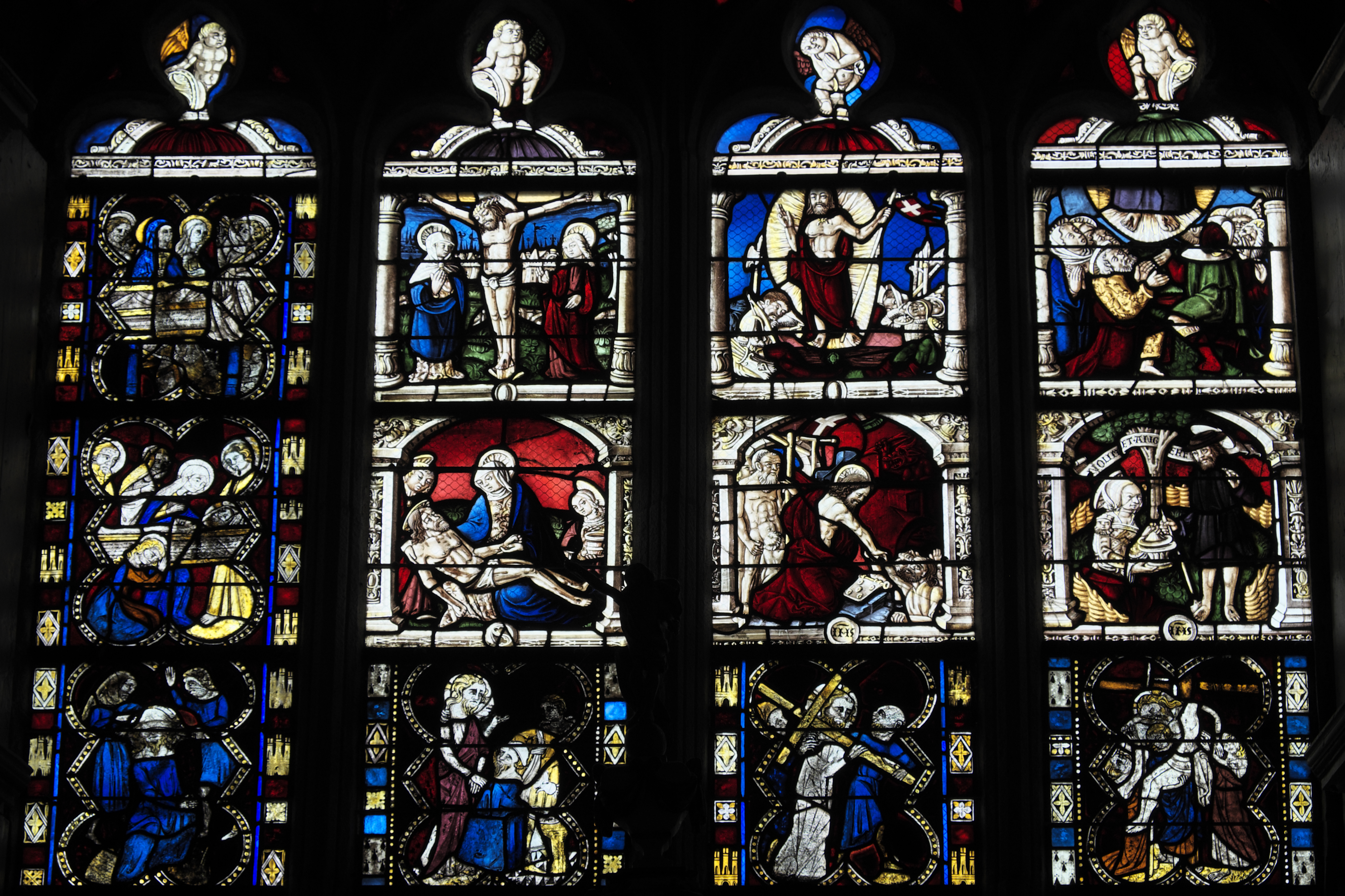
Passionsfenster in Saint-Alban

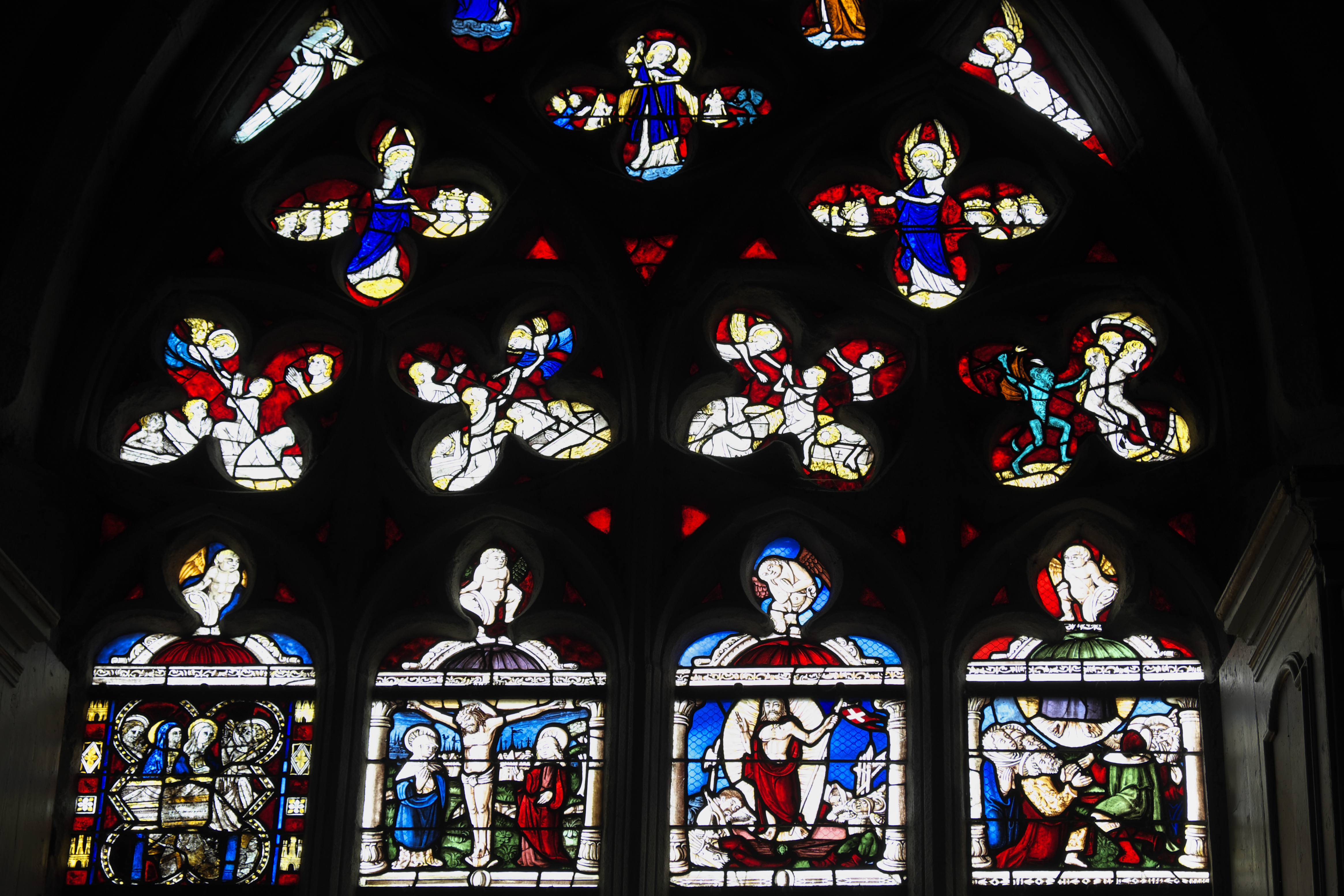
Maßwerk mit musizierenden Engeln u. a.

Das Passionsfenster in der katholischen Kirche St-Alban in Saint-Alban, einer französischen Gemeinde im Département Côtes-d’Armor in der Region Bretagne, wurde ursprünglich im zweiten Viertel des 14. Jahrhunderts geschaffen und 1541 vervollständigt. Das Bleiglasfenster wurde 1923 als Monument historique in die Liste der geschützten Objekte (Base Palissy) in Frankreich aufgenommen.
Das zentrale Fenster (Nr. 0) im Chor wurde im 14. Jahrhundert von einer unbekannten Werkstatt geschaffen und 1541 von Allain Jérôme vervollständigt und bearbeitet. Es zeigt verschiedene Szenen aus dem Leidensweg Jesu: Einzug in Jerusalem, Fußwaschung, Letztes Abendmahl, Jesus am Ölberg, Judaskuss, Jesus vor Kajaphas, Verhöhnung von Jesus, Jesus vor Pilatus, Jesus trägt das Kreuz, Kreuzabnahme, Grablegung Jesu, Mater Dolorosa, Höllenfahrt Christi, Frauen am Grabe Jesu, Kreuzigung, Auferstehung Jesu Christi und Christi Himmelfahrt.